# Eine kleine Nachtmusik
A Serenata n.º 13 para cordas em sol maior, mais conhecida como Eine kleine Nachtmusik (do alemão, "Uma pequena serenata noturna"), é uma composição de Wolfgang Amadeus Mozart (1756–1791). Composta em agosto de 1787 e publicada postumamente em 1827, é considerada uma das mais célebres composições de Mozart.
A obra possui quatro movimentos conhecidos, além de um possível quinto movimento referido nos manuscritos de Mozart, mas perdido entre registros encontrados.

## Composição e publicação
A serenata foi concluída em Viena em 10 de augosto de 1787, quando Mozart também trabalhava no segundo movimento da ópera Don Giovanni. O motivo da composição é desconhecido, e musicólogos especulam se foi fruto de alguma encomenda ou de uma inspiração do autor. No século XVIII, muitas serenatas eram solicitadas para servir de acompanhamento musical em eventos ao ar livre, e a grande maioria das treze serenatas de Mozart foi composta com esse propósito. No caso da Serenta 13, contudo, não consta dedicatória nos manuscrtiso do autor, como tampouco há registros de que tenha sido executada na época.
O nome comumente usado para se referir à obra ("Eine kleine Nachtmusik", ou Uma pequena serenata noturna) foi encontrado no “Catálogo Temático” que o autor mantinha para anotar o que havia composto, junto com a data e os primeiros compassos.
O trabalho apenas foi publicado em 1827, décadas após a morte do autor, por Johann André, que havia comprado um conjunto de composições de Mozart de sua viúva, em 1799.